# Sách Mặc Môn

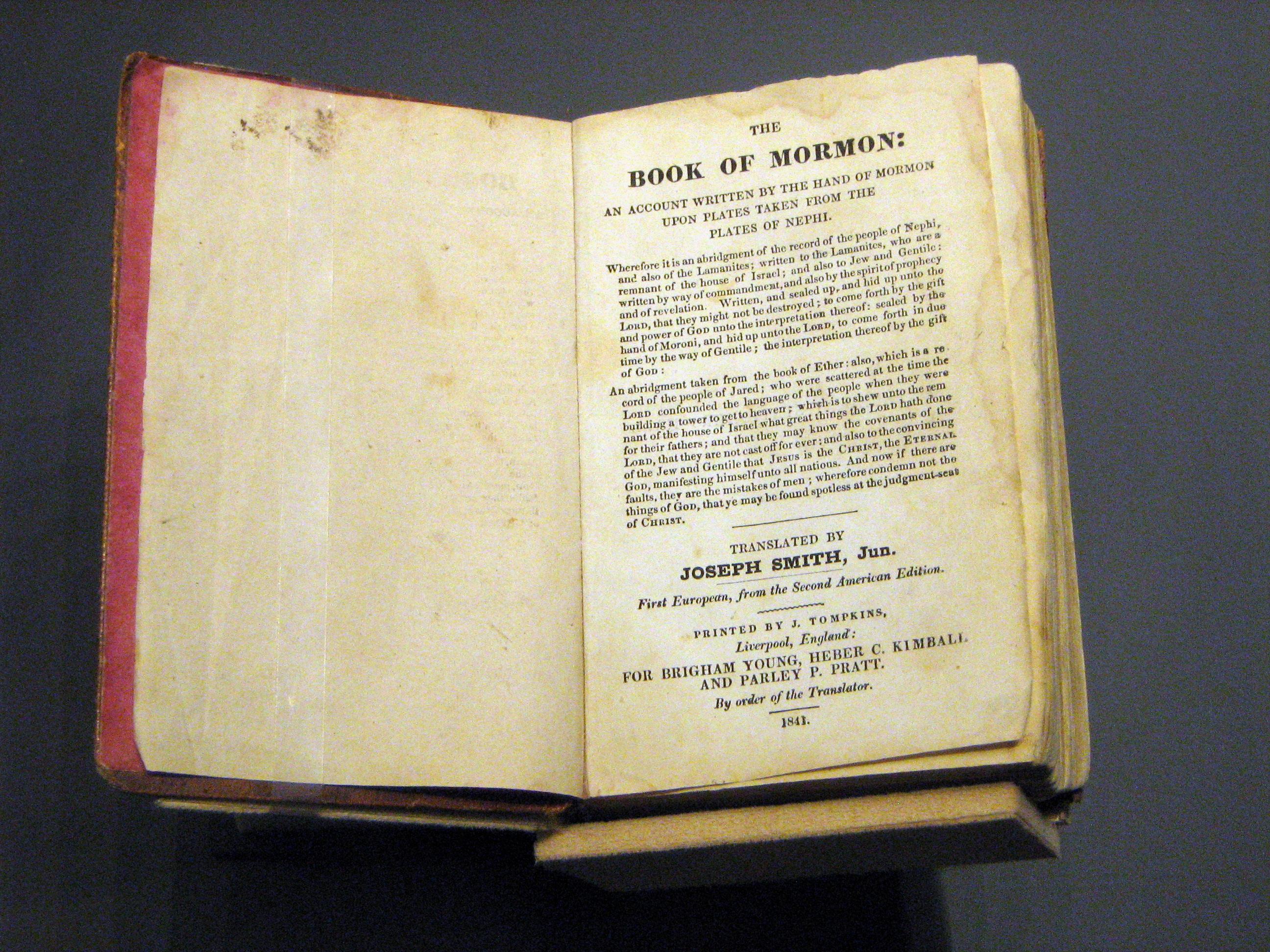
Sách Mặc Môn - Một Chứng Thư Khác Về Chúa Giê Su Ky Tô, ấn bản năm 1841

Sách Mặc Môn là văn bản tôn giáo của phong trào Thánh hữu ngày sau (một hình thức phục hồi Ki-tô giáo). Nó được Joseph Smith, Jr. xuất bản lần đầu tiên vào tháng 3 năm 1830 với tên The Book of Mormon: An Account Written by the Hand of Mormon upon Plates Taken from the Plates of Nephi. Sách Mặc Môn được xem là một trong những ấn phẩm sớm nhất của phong trào Thánh hữu ngày sau. Một số cuốn thánh thư được tập hợp trong sách Mặc Môn bao gồm:
- Sách Nê Phi thứ nhất (cuốn thánh thư đầu tiên trong bộ sách Mặc Môn) và phần thứ hai tiếp theo
- Sách An Ma (cuốn thánh thư chiếm dung lượng lớn nhất trong bộ sách Mặc Môn)
- Sách Abraham (cuốn thánh thư được dịch từ các bản sưu tập bằng chữ Ai Cập cải cách)
- Lời Thông sáng (một tập hợp phân đoạn trong cuốn Giáo lý và Giao ước)
- Luật khiết tịnh (Law of chastity)